# Psychotria ernestii
Psychotria ernestii là một loài thực vật có hoa trong họ Thiến thảo. Loài này được K.Krause miêu tả khoa học đầu tiên năm 1908.